# Amyris rekoi
Amyris rekoi là một loài thực vật có hoa trong họ Cửu lý hương. Loài này được S.F.Blake mô tả khoa học đầu tiên năm 1918.